# Ла-Фарж (Вісконсин)
Ла-Фарж (англ. La Farge) — селище (англ. village) в США, в окрузі Вернон штату Вісконсин. Населення — 730 осіб (2020).

## Географія
Ла-Фарж розташована за координатами 43°34′39″ пн. ш. 90°38′13″ зх. д. / 43.57750° пн. ш. 90.63694° зх. д. (43.577527, -90.637013).  За даними Бюро перепису населення США в 2010 році селище мало площу 2,85 км², з яких 2,78 км² — суходіл та 0,07 км² — водойми. В 2017 році площа становила 2,68 км², з яких 2,61 км² — суходіл та 0,07 км² — водойми.

## Демографія
Згідно з переписом 2010 року, у селищі мешкало 746 осіб у 332 домогосподарствах у складі 186 родин. Густота населення становила 262 особи/км².  Було 375 помешкань (132/км²).
Расовий склад населення:
| - 97,1 % — білих - 1,6 % — корінних американців - 0,3 % — чорних або афроамериканців - 0,1 % — азіатів |

До двох чи більше рас належало 0,8 %. Частка іспаномовних становила 0,4 % від усіх жителів.
За віковим діапазоном населення розподілялося таким чином: 20,5 % — особи молодші 18 років, 60,5 % — особи у віці 18—64 років, 19,0 % — особи у віці 65 років та старші. Медіана віку мешканця становила 42,8 року. На 100 осіб жіночої статі у селищі припадало 102,7 чоловіків;  на 100 жінок у віці від 18 років та старших — 99,0 чоловіків також старших 18 років.
Середній дохід на одне домашнє господарство  становив 45 735 доларів США (медіана — 41 071), а середній дохід на одну сім'ю — 55 611 долар (медіана — 48 958). За межею бідності перебувало 17,8 % осіб, у тому числі 9,8 % дітей у віці до 18 років та 29,2 % осіб у віці 65 років та старших.
Цивільне працевлаштоване населення становило 313 осіб. Основні галузі зайнятості: виробництво — 35,8 %, освіта, охорона здоров'я та соціальна допомога — 14,4 %, мистецтво, розваги та відпочинок — 8,6 %, транспорт — 8,3 %.